# Battaglia di Santander
La battaglia di Santander è stata una delle più sanguinose battaglie della guerra civile spagnola che portò alla conquista della Cantabria da parte dei franchisti.

## Antecedenti
Nel luglio del 1937 il governo repubblicano ordinò un'offensiva su Brunete, come manovra per alleggerire l'assedio di Madrid e per sbarrare la strada verso Nord ai franchisti.
La battaglia di Brunete si concluse verso la fine di luglio, e Franco, desideroso di rivalsa, aveva concentrato tutte le sue truppe nella zona per tentare l'avanzata verso Nord. L'offensiva era imminente.
Il 6 agosto, il governo centrale, con un decreto, creò la Giunta delegata per l'esercito del Nord, con a capo il generale Mariano Gamir Ulibarri, massimo rappresentante militare nella zona, e composta da rappresentanti dei governi delle Asturie, dei Paesi Baschi e della Cantabria, al fine di coordinare le azioni di difesa.
Gli abitanti della città, già stremati dalla persistente penuria di cibo e dai continui attacchi aerei dell'aviazione fascista, iniziarono una febbrile costruzione di barricate. Nello stesso tempo, si iniziò l'evacuazione di numerosi rifugiati baschi verso la Francia.
La difesa della Cantabria poteva contare su 80 000 effettivi inglobati in quattro eserciti: il XIV dell'Euzko Gudarostea, il XV composto prevalentemente da truppe cantabre, e il XVI e il XVII composto prevalentemente da asturiani.
Le forze franchiste potevano contare su: sei brigate provenienti dalla Navarra e due dalla Castiglia e da tre brigate del Corpo truppe volontarie italiane, tutte al comando del generale Fidel Dávila Arrondo, responsabile delle truppe del Nord dopo la morte di Emilio Mola. A questi si devono assommare l'appoggio aereo dell'aviazione. In tutto, i golpisti contavano su 90 000 effettivi.
Il campo di battaglia, era situato sul terreno montagnoso della Cordigliera Cantabrica, i cui vertici più alti (e più vantaggiosi) si trovavano nelle mani repubblicane. La prima linea era situata nella zona sud tra Reinosa e Puerto del Escudo, con una zona di trincea repubblicana tra Barruelo de Santullán, Aguilar de Campoo e Soncillo. La creazione di questa zona, si rivelò errata per la difficoltà di approvvigionamento delle truppe e per la difficile posizione che la resero una vera e propria trappola per topi.
Il morale e la condizione fisica degli attaccanti, poi, fu superiore a quella dei repubblicani. Molte unità basche non vollero combattere al di fuori del proprio territorio, come avrebbe voluto il presidente José Antonio Aguirre. A questo si aggiunsero i difficili rapporti tra i diversi battaglioni asturiani, baschi e cantrabri.
Cosa che ha portato Dolores Ibárruri a dire:
(Dolores Ibarruri)
Agli inizi dell'offensiva, poi, si diffuse la voce che i baschi stessero trattando la resa con gli italiani. Cosa che rese ancora più tesi i rapporti tra le diverse brigate.

## L'offensiva

L'avanzata delle truppe nazionaliste tra il marzo e il settembre 1937.

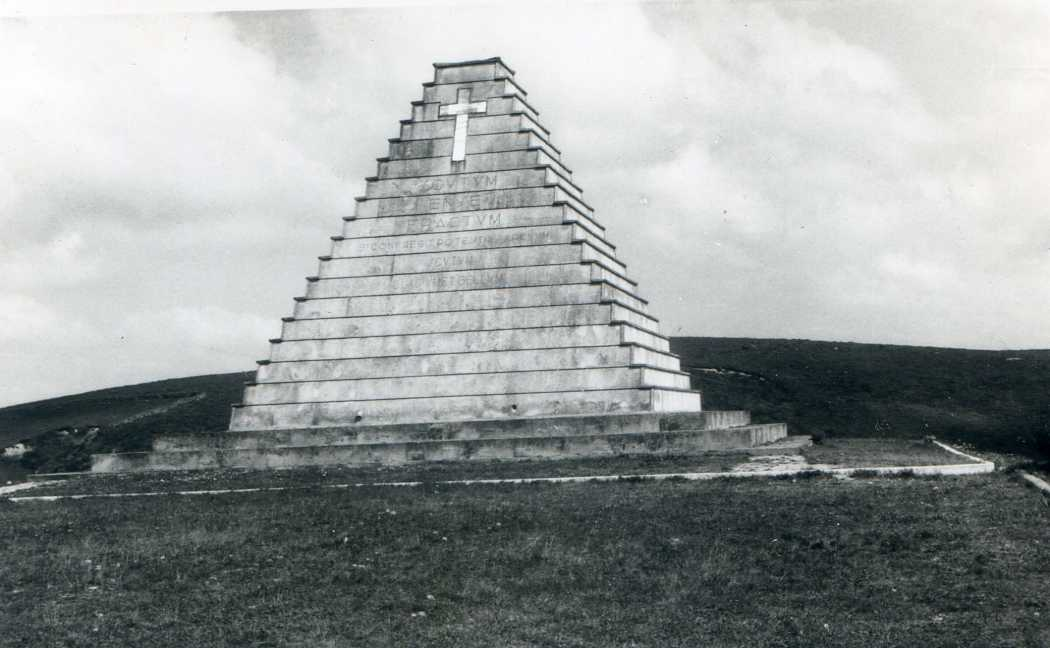
Ossario coi resti dei soldati italiani situato a Puerto del Escudo

Il 14 agosto cominciarono le operazioni dei franchisti, il cui primo obiettivo fu la fabbrica di armi Constructora Naval  di Reinosa e lo snodo ferroviario di Mataporquera, con la 1ª Brigada Navarra tra il Pico Valdecebollas e Cuesta Labra. Con questa operazione si intendeva interrompere la principale arteria di comunicazione del nemico, che si trovava a sud della Cordigliera Cantabrica. Nel primo giorno dei combattimento la Brigada Navarra ruppe la linea repubblicana nel fronte Sud, già duramente provata dagli attacchi aerei.
Il 15, i nazionalisti avanzarono, non senza difficoltà, nel settore di Barruelo de Santullán fino a Peña Rubia, Salcedillo, Matalejos e Reinosilla, incontrando una forte resistenza nel Portillo de Suano. Il generale Gamir Ulibarri pianificò una disperata linea di difesa nella zona nord tra Peña Astía - Peña Rubia - Peña Labra. Seimila repubblicani morirono nella trincea di Reinosa.
Il giorno seguente, la quarta Brigata Navarra riuscì a spezzare la resistenza di Portillo de Suano, adoperandosi per mantenere intatto il complesso di fabbriche, sventando l'intenzione degli operai di distruggerlo per non lasciarlo cadere in mani franchiste, ed entrarono a Reinosa al crepuscolo. La brigata di Garcia Valiño continuò lungo il corso del fiume Saja, conquistando la valle Cabuerniga.
Le forze italiane avanzarono parallelamente lungo la strada Corconte - Reinosa, prima del ritiro delle forze repubblicane a Lanchares e successivamente a San Miguel de Aguayo. Allo stesso tempo proseguirono continui attacchi a Puerto del Escudo dove la Divisione 55 Montañesa Choque del Tenente colonnello Sanjuán oppose una forte resistenza.
Il 17 agosto, nonostante l'opera di fortificazione repubblicana, gli italiani della Divisione 23 marzo riuscirono a conquistare Puerto del Escudo, sbaragliando 22 battaglioni repubblicani, che si ritirarono per ritrovarsi con il resto dell'esercito nella città di San Miguel de Aguayo. Con questo attacco "a tenaglia", le forze nazionaliste riuscirono a strangolare la zona di trincea repubblicana nell'Alto Ebro. La distruzione di questa zona, fu un colpo tremendo per il morale delle truppe repubblicane.
Da qui l'offensiva continua in due direzioni: dal lato sud-nord, in direzione delle quattro valli (valle cabuerniga, valle Besaya, valle Pas e valle carriedo) con un obiettivo chiaro: la conquista della città di Torrelavega, per tagliare il ritiro delle forze verso le Asturie.
D'altra parte, le Camicie Nere italiane aprirono il fronte ad ovest lungo la costa e raggiunsero il fiume Agüera e il fiume Asón.
Il 18 agosto, la situazione dei repubblicani era drammatica: l'intero sistema difensivo creato dal generale Gamir Ulibarri era stato distrutto, non essendo in grado di stabilire una linea continua di difesa, e non potendo evitare la rapida avanzata del nemico.
Gamir Ulibarri decise di inviare tutte le truppe da una riserva in prima linea e sollecitò il XIV Corpo dell'Esercito ad inviare urgentemente due brigate basche da Carranza a Ramales de la Victoria.
Lo stesso giorno le truppe della Navarra occuparono Santiurde, mentre gli italiani raggiunsero San Pedro del Romeral e San Miguel de Luena.
Il 19 agosto, i progressi dei nazionalisti nella Cabuérniga, a Bárcena de Pie de Concha, nella valle del Besaya, e Entrambasmestas, nella valle del Pas obliga Gamir Ulibarri ad dettare rigorosi ordini di resistenza.
Tuttavia, il rapido progresso franchista, che superò anche la terza linea di difesa, costrinse Gamir Ulibarri ad organizzare il piano di ritiro per la difesa della città di Santander.
Il 20, il XVII Corpo dell'Esercito posizionò una brigata a Torrelavega e 48 Divisioni basche, richieste dal Capo dell'Esercito del Nord, si disposero a Puente Viesgo, per difendere le comunicazioni con le Asturie.
Nel frattempo le forze italiane continuarono la loro avanzata verso Villacarriedo e le brigate della Navarra continuarono fino Torrelavega e Cabezón de la Sal.

## La presa di Santander
Il 22 agosto le forze nazionaliste, dopo aver conquistato Selaya, Villacarriedo, Ontaneda e Las Fraguas, erano a pochi chilometri da Torrelavega e Puente Viesgo.
Tutti il XIV Corpo repubblicano si apprestava a coprire la linea difensiva sul fiume Asón, al fine di difendere Santander.
Data la situazione critica, nel pomeriggio si riunì l'amministrazione delegata del governo repubblicano, al fine di studiare due ipotesi: ritirare l'esercito a ritirarsi nelle Asturie, oppure ritirarsi nella città di Santander e resistere per 72 ore, in modo da aspettare la manovra di distrazione promessa dal ministro della Guerra, Indalecio Prieto, che sarebbe scattata il 24 agosto sul fronte aragonese. Si optò per la seconda alternativa.
Le forze basche cominciarono a ritirarsi in direzione di Santoña, 30 chilometri a est di Santander. Il governo basco sperava ancora di poter trattare la propria resa con il governo italiano.
Il 24 agosto, data l'inferiorità numerica e il morale atterrito delle truppe, il generale Gamir Ulibarri ordinò l'evacuazione della città verso le Asturie, ancora in mani repubblicane.
Le forze nazionaliste conquistarono Torrelavega, e, alle 18:00, interruppero le comunicazioni terrestri con le Asturie. Il fuggi-fuggi dei politici e degli ufficiali lasciarono senza guida la popolazione e senza comando intere brigate. Lo stesso giorno il comandante della Divisione 54, Eloy Fernandez Navamuel, lasciò in aereo il paese in direzione della Francia.
I battaglioni baschi si concentrano a Santoña, ed inviarono degli emissari a Guriezo per trattare la resa con gli italiani. Entrambe le parti raggiunsero un accordo che prevedeva che i prigionieri baschi sarebbero stati sotto la sovranità italiana, permettendo a molti di loro di lasciare il paese. Venuto a conoscenza dell'accordo, Franco ordinò immediatamente di disdire l'accordo e di imprigionare tutti i prigionieri di guerra.
Il 25, il generale Gamir Ulibarri con il generale russo Vladimir Gorev e alcuni politici, tra i quali il presidente basco José Antonio Aguirre, lasciarono Santander a bordo di un sottomarino, in direzione di Gijón e, successivamente, Ribadesella, dove stabilirono la propria sede. Ordinarono di organizzare una linea di difesa sul fiume Deva con i resti delle truppe Galan e della Divisione Ibarrola. Le forze repubblicane rimaste a Santander si arresero.
Alle 8:00 del 26 agosto 1937, i soldati della Quarta Brigata Navarra e della Divisione Littorio si mossero verso la capitale, dove entrarono verso mezzogiorno accolti da un febbrile ricevimento da parte della popolazione a stragrande maggioranza conservatrice. A Santander, vennero catturati 17 000 prigionieri, molti dei quali furono fucilati immediatamente.
Quelli più legati al regime repubblicano avevano trascorso quarantotto ore di attesa drammatica alla ricerca di una posto in una delle navi che stavano evacuando la città verso la Francia. Per chi non poté fuggire ci furono processi sommari e fucilazioni.
Il 31 agosto i resti dell'esercito repubblicano in ritirata verso le Asturie bruciarono Potes.
Nei giorni che seguirono, i nazionalisti occuparono il territorio cantabrico, completando le operazioni militari il 1º settembre 1937 con l'occupazione di Unquera, alla foce del fiume Deva.

## Conseguenze
Con la caduta di Bilbao e la sua cintura di ferro prima e di Santander poi, a Nord l'unica zona rimasta fedele alla Repubblica erano le Asturie. I battaglioni asturiani provarono una disperata difesa in una serie di sanguinose battaglie per quasi due mesi, fino a quando demoralizzati, senza munizioni e prodotti alimentari si arresero il 21 ottobre 1937 con la cattura di Gijón e Avilés.
La scomparsa del Fronte Nord fu l'inizio della fine per la Repubblica. I principali fattori della sconfitta repubblicana furono:
- La schiacciante superiorità militare dei nazionalisti, con ampio uso di artiglieria e aviazione.
- La mancanza di preparazione militare delle unità repubblicane
- La demoralizzazione dei difensori, in contrasto con l'alto morale degli attaccanti
- La mancanza di coesione tra le truppe repubblicane

La catastrofe per le truppe lealiste fu assoluta. Delle dodici brigate basche esistenti, ne restarono due con otto battaglioni ciascuna. Dei ventisette battaglioni inviati nella regione ne sopravvissero solo quattordici. In nessun'altra battaglia della guerra civile, le truppe di Franco riuscirono in un successo così clamoroso.
Indro Montanelli, corrispondente di guerra per Il Messaggero e Omnibus, pubblicò un articolo che smontava la retorica sulla battaglia di Santander, definita come "una passeggiata, con unico nemico il caldo". L'articolo, considerato offensivo dell'onore delle forze armate, gli costò l'esclusione dall'albo dei giornalisti, il rimpatrio e la sospensione dal Partito fascista.